# Roger Sanchez
Pour les articles homonymes, voir Sánchez.
Roger Sanchez est un DJ dominico-américain né le 1er juin 1967 à New York. Il est notamment connu pour son titre Another Chance

## Biographie
Il commence à mixer à l'âge de 13 ans. Il enregistre son premier single, Luv' dancin, en 1990, et commence en 1991 à réaliser des remixes pour Michael Jackson, Diana Ross, etc.
En 1994, il sort le tube latino-dub Sumba lumba, et en 1995 il fonde son propre label Narcotic. Deux ans plus tard, il sort Back sous le nom de S-MAN avec Junior Sanchez et DJ Sneak. En 1998, il revient avec S-Man classics.
Dix ans après la sortie de son premier single, le premier album de Roger Sanchez, First Contact, sort en septembre 2001 avec la chanson Another Chance. Depuis, le DJ sort régulièrement ses doubles compilations Release Yourself, dont les versions 2002 et 2003 sont disponibles. En 2006, il sort un nouvel album, Come With Me, dont sont extraits les tubes Turn on the Music, Lost, Again et Not Enough... "Turn On The Music" est son plus gros succès à travers le monde.
Il produit sur son label Stealth de nombreux artistes, tels The Cube Guys, Belloca, Outwork, David Vendetta, Laidback Luke, etc.
Roger Sanchez est depuis des années résident au Pacha d'Ibiza tous les lundis pour ses soirées "Release Yourself". Il est considéré comme l'un des meilleurs DJ au monde ; il a d'ailleurs gagné un Grammy Awards pour son remix de No Doubt sorti en 2004.
Son nouveau titre s'intitule 2gether avec les Far East Movement, il a été présenté en avril 2010 à la Winter Music Conference de Miami.

## Discographie

### Albums
- Secret Weapons Volume 1 (1994)
- Secret Weapons Volume 2 (1995)

- Release Yourself - 10th Anniversary Edition (2010)

### Singles
| 1995                                                               | Strictly 4 the Underground                                               | —  | —  | —  | —  | —  | —  | —  |                           | Singles seulement                              |
| 1996                                                               | Release Yo Self                                                          | —  | —  | —  | —  | —  | —  | —  |                           | Singles seulement                              |
| 1997                                                               | Deep                                                                     | —  | —  | —  | —  | —  | —  | —  |                           | Singles seulement                              |
| 1998                                                               | Funky and Fresh (featuring Gerald Elms presents The International Posse) | —  | —  | —  | —  | —  | —  | —  |                           | Singles seulement                              |
| 1999                                                               | "1999"                                                                   | —  | —  | —  | —  | —  | —  | —  |                           | Singles seulement                              |
| 1999                                                               | I Want Your Love (remixes) (Roger S. presents Twilight)                  | —  | —  | —  | —  | —  | 31 | 5  |                           | Singles seulement                              |
| 2000                                                               | I Never Knew                                                             | —  | —  | —  | —  | —  | 24 | —  |                           | First Contact                                  |
| 2001                                                               | Another Chance                                                           | 20 | 25 | 12 | 6  | 15 | 1  | —  | - Royaume-Uni BP : Argent | First Contact                                  |
| 2001                                                               | You Can't Change Me (featuring Armand van Helden et N'Dea Davenport)     | 45 | —  | —  | 78 | 86 | 25 | —  |                           | First Contact                                  |
| 2002                                                               | "2 Prove (featuring Sherleen Spiteri)                                    | —  | —  | —  | —  | —  | —  | —  |                           | First Contact                                  |
| 2005                                                               | Turn on the Music                                                        | 44 | 31 | 5  | 27 | —  | —  | 48 |                           | Come with Me                                   |
| 2006                                                               | Lost                                                                     | —  | 31 | 8  | 50 | —  | —  | 1  |                           | Come with Me                                   |
| 2007                                                               | Not Enough                                                               | —  | —  | —  | —  | —  | —  | —  |                           | Come with Me                                   |
| 2007                                                               | Again                                                                    | —  | —  | —  | —  | —  | —  | —  |                           | Come with Me                                   |
| 2008                                                               | Bang That Box! (featuring Terri B!)                                      | —  | —  | —  | —  | —  | —  | —  |                           | Single seulement                               |
| 2011                                                               | 2gether (featuring Far East Movement)                                    | —  | —  | —  | 86 | —  | 92 | —  |                           | Release Yourself - Edition du 10e anniversaire |
| "—" signifie que le single n'est pas classé ou sorti dans le pays. |                                                                          |    |    |    |    |    |    |    |                           |                                                |

### Remixes
Daft Punk - Revolution 909 (Rogers Sanchez Remix) (1997)
The Transatlatins feat. India - I Can't Live Without Music (Roger's "Release" Mix) (2009)
Deadmau5 Vs Nicki Minaj - Ghosts 4 Life (Roger Sanchez Mashup) (April 2011)